# Donato Grima
Donato Grima (San Miguel de Tucumán, 22 de julio de 1949) es un pintor y dibujante argentino, perteneciente a la generación del 70. Estudió artes y diseño. Su obra se caracteriza por tratar temas sociales y políticos entre los que cuenta, Entes y un testimonio, 1971, El circo romano, 1972, El quinto jinete del apocalipsis, 1974, Losidiotas, 1977 . En mayo de 1975 fijará su residencia en Caracas, Venezuela. No regresará a su país sino hasta mediados de la década del ochenta, con la restauración de la democracia argentina. No obstante, durante los años 90 y hasta el 2001, residirá en España. La obra del artista ha sido motivo de fuertes polémicas entre las que cuentan el intento de censura por parte del Secretario de Cultura de la Provincia de Salta en el Museo de Arte Contemporáneo de esa ciudad en 2008.[cita requerida] La exposición se titulaba "El día que Dionysos descubre que es un mito".  Su trayectoria se ha visto enriquecida por sus numerosos viajes realizados por motivos profesionales y de estudio. Diversos países, han reconocido su obra. Venezuela, Colombia, España, Italia, Estados Unidos,. En España se lo comparó con Goya por la manera de pintar los vicios del poder,y en Alemania con los expresionistas alemanes. Algunas de sus telas fueron adquiridas en los Estados Unidos por colecciones privadas. La obra "Los Patriarcas" integra la colección permanente del Museo del Barrio  de  Nueva York. Otros museos y colecciones privadas de diversos países de Latinoamérica y Europa poseen su obra. Hacia 1993 funda en Argentina el Centro de Arte & Diseño (CAD), institución dedicada a la enseñanza del arte y el diseño, y en 2009 funda en Tucumán la galería de arte "Territorio del Arte". En la actualidad proyecta un importante trabajo pictórico musical en compañía de su hija Natalia Grima, pianista.

## Premios
Entre sus numerosos premios obtenidos se destacan :
- Primer Premio Salón Homenaje a Juan Bautista Alberdi "Honorable Legislatura de Tucumán", 2010
- Premio Municipalidad de Santa Fe, Salón Nacional de Santa Fe, Argentina, 1988.
- Primer Premio (Dibujo) Salón Nacional de Rosario,Santa Fe , Argentina, 1986.
- Primer Premio Salón Regional del Poema Ilustrado, (poema de José Augusto Moreno), Museo de Bellas Artes de Tucumán, Argentina, 1988.
- Premio Mención de Honor Salón Nacional de Dibujo, Museo de Bellas Artes, Tucumán, 1987.
- Primer Premio 50 Salón Nacional de Rosario, Argentina. 1986.
- Primer Premio Salón Regional del Poema Ilustrado (poema de Alberto Rojas Paz), 1972.
- Segundo Premio Salón San Pablo Museo de Bellas Artes de Tucumán, Argentina, 1972.

## Su obra en museos y colecciones
- Colección Benito Moreno Rojo, Madrid, España
- Colección Ateneo de Madrid, Madrid, España.
- Museo Castagnino, Rosario, Argentina.
- Municipalidad de la ciudad de Santa Fe, Santa Fe, Argentina
- Museo Provincial de Bellas Artes Timoteo Navarro, Tucumán, Argentina
- Museo Provincial de Bellas Artes de Salta, Salta, Argentina.
- Museo de Arte Contemporáneo de Salta, Salta, Argentina.
- Colección Robert Bosh, Madrid, España
- Colección Benito Moreno Rojo, Madrid, España
- Colección Rudiger Wolf, Hamburgo, Alemania
- Colección Miguel Daniel Tucumán, Argentina

entre otras colecciones.

## Libros publicados
- Donato Grima, Antologia de Obras, Tucumán : Donato Grima, ediciones [2016]
- Roberto Espinosa, Donato Grima, Silbando Cielos, Tucumán : Donato Grima, ediciones digitales y la Facultad de Filosofía y Letras de la Universidad Nacional de Tucumán[2002], 2009.
- Cristina Bulacio y Donato Grima, Dos Miradas sobre Borges, Buenos Aires : Ediciones Gaglianone, Buenos Aires, 1998.
- Donato Grima / obra plástica, Madrid : Ediciones Infantas, 1991.
- Isaac Gaón, Donato Grima, La palabra del fénix, Tucumán: Ediciones Stampa,1984.

## Exposiciones realizadas

### Exposiciones internacionales individuales
- - 2017, Agora Art Gallery, Nueva York, Estados Unidos.
  - 2018, Ateneo de Madrid, sala Prado Madrid, España.
  - 2014, Museo de Arte de Tlaxcala, Tlaxcala, México.
  - 1998, Galería Infantas, Madrid, España.
  - 1997, Carib Art Gallery, Nueva York, Estados Unidos.
  - 1994, Cadena Studio, Nueva York, Estados Unidos.
  - 1994, Carib Art Gallery, Nueva York, Estados Unidos.
  - 1994, Casino de Costa Blanca, Villajoyosa, España.
  - 1991, Galería Infantas, Madrid, España.
  - 1991, Galería Geshe Mundt, Hamburgo, Alemania.
  - 1978, Galería Imaginaria, Bogotá, Colombia.
  - 1977, Galería Ocre, Caracas, Venezuela.
  - 1976, Galería Ocre, Caracas, Venezuela.

### Exposiciones individuales en Argentina
- - 2018, Galeria Los Coleccionista  Buenos Aires.
  - 2016, Museo de Arte Contemporáneo (MAC) Salta.
  - 2013, Museo de Bellas Artes Timoteo Navarro, Tucumán.
  - 2011, Noche de los Museos, Buenos Aires.
  - 2011, Galería Palermo H, Buenos Aires.
  - 2008, Museo de Arte Contemporáneo (MAC) Salta.
  - 2007, Museo de Bellas Artes, Salta.
  - 2006, Museo de Bellas Artes Timoteo Navarro, Tucumán
  - 2004, Centro Cultural Universidad Nacional de Tucumán.
  - 2001, Centro Cultural Universidad Nacional de Tucumán.
  - 1998, Centro Cultural Borges, Buenos Aires.
  - 1997, Centro Cultural Universidad Nacional de Tucumán.
  - 1995, Centro Cultural Universidad Nacional de Tucumán.
  - 1992, Centro Cultural Universidad Nacional de Tucumán.
  - 1990, Galería Gloria Alemán, Salta.
  - 1989, Museo Octavio de la Colina, La Rioja.
  - 1989, Galería Alto Nivel, Buenos Aires.
  - 1988, Museo Octavio de la Colina, La Rioja.
  - 1981, Museo de Arte Moderno, Mendoza.
  - 1980, Secretaría de Estado de Turismo, Tucumán.
  - 1972, Sala Austral, Tucumán.
  - 1972, Casa d’Italia, Paraná.
  - 1971, Galería "Z", Tucumán.